# Ariadne ahmat
Ariadne ahmat är en fjärilsart som beskrevs av William Burgess Pryer 1894. Ariadne ahmat ingår i släktet Ariadne och familjen praktfjärilar. Inga underarter finns listade i Catalogue of Life.